# Файзуллин, Рашит Гибадуллинович
Файзуллин Рашит Гибадуллинович     (1 февраля 1930 года — 30 декабря 1984 года) — нефтяник, лауреат Государственной премии СССР (1978). Отличник нефтяной промышленности СССР (1974), почетный нефтяник СССР (1973).

## Биография
Файзуллин Рашит Гибадуллинович     родился   1 февраля 1930 года  в д. Юрактау-Мокша Стерлитамакского кантона БАССР, ныне д.Юрактау Стерлитамакского района РБ.
Место работы: с 1947 года работал в Стерлитамакской геолого поисковой конторе треста “Башзападнефтеразведка” (г.Октябрьский). С 1950 года - бурильщик картировочной буровой партии №9, с 1956 года — Бирской геолого-поисковой партии треста “Башвостокнефтеразведка”, с 1961 года - оператор по опробованию скважин, с 1964 года - мастер капитального ремонта скважин НГДУ “Арланнефть” (г. Нефтекамск). 
Файзуллин Рашит Гибадуллинович участвовал в разработке Арланского месторождения нефти.

## Награды и звания
- Медаль "За трудовое отличие" (1963)
- “Знак Почёта” (1971)
- Ордена Ленина (1975)
- Государственная премия  СССР (1978)
- Золотая медаль "За достигнутые успехи в развитие народного хозяйства СССР" (1979)